# Glasbury
Glasbury är en community i Storbritannien.   Den ligger i kommunen Powys och riksdelen Wales, i den södra delen av landet, 220 km väster om huvudstaden London.
Samhället Glasbury ligger på både sidor om floden Wye, den västra delen ligger i Glasbury community, den östra delen i Gwernyfed community. 